# Distrikt Nyamasheke
Der Distrikt Nyamasheke ist einer der sieben Distrikte (kinyarwanda: akarere) der Westprovinz in Ruanda und liegt im südwestlichen Teil der Provinz.

## Geographie

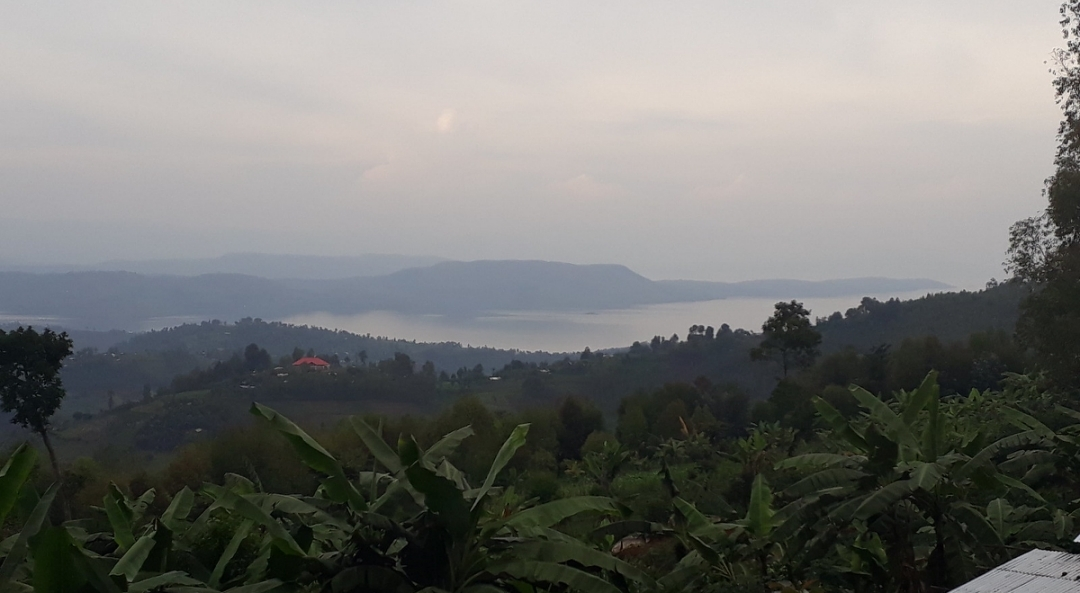
Blick auf den Kiwusee

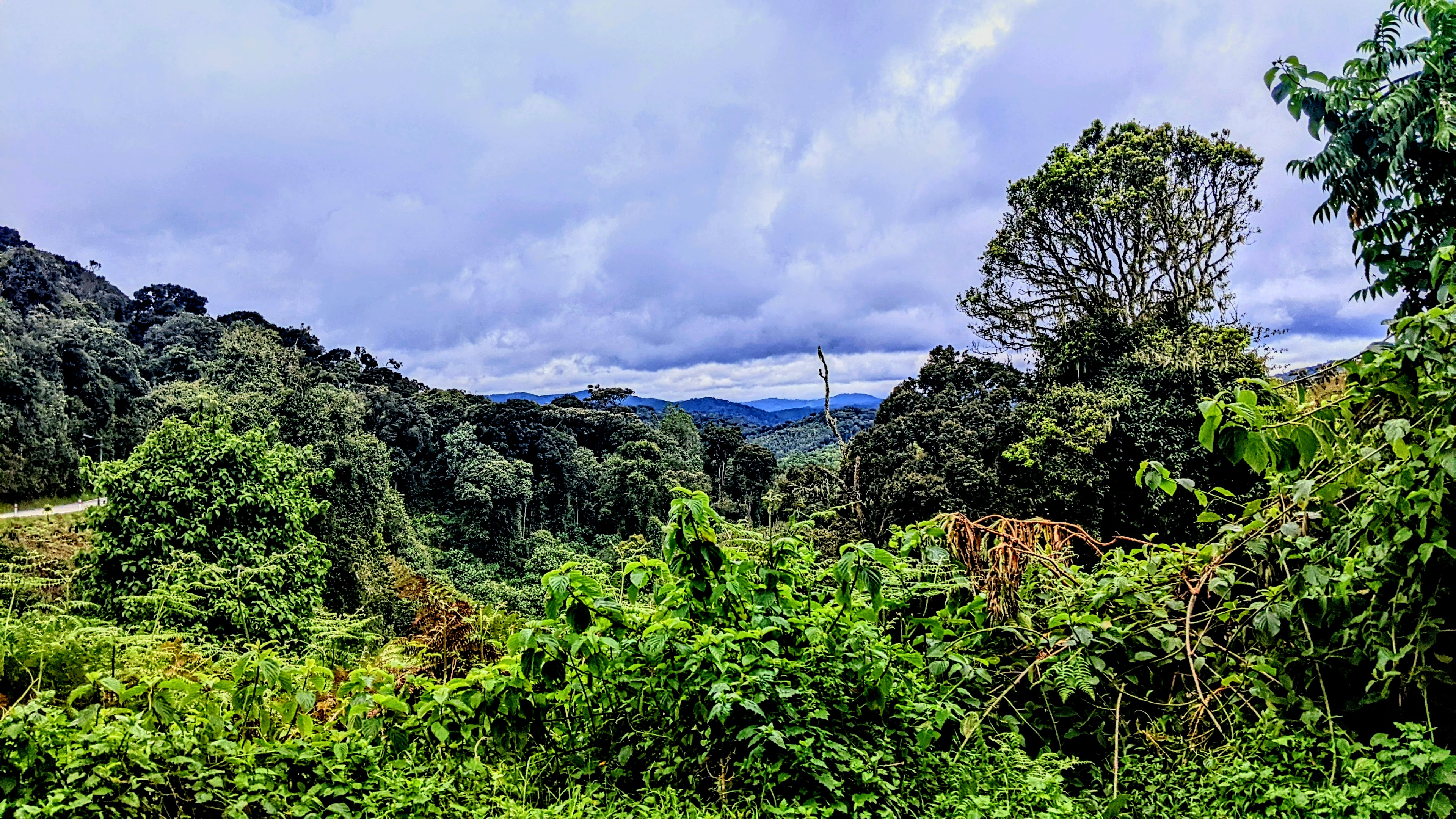
Der Nyungwe-Wald von der Nationalstraße 10 aus

Im Norden liegt der Distrikt am Kiwusee. Dort grenzt er an die Demokratische Republik Kongo.
Nachbardistrikte innerhalb der Westprovinz sind im Norden Karongi und im Süden Rusizi. Im Osten grenzt Nyamasheke an den Distrikt Nyamagabe der Südprovinz.
Nyamasheke ist in die 15 Sektoren (imirenge) Bushekeri, Bushenge, Cyato, Gihombo, Kagano, Kanjongo, Karambi, Karengera, Kirimbi, Macuba, Mahembe, Nyabitekeri, Rangiro, Rugarambuga und Shangi unterteilt. Der Distrikt weist zudem 68 Verwaltungszellen (utugari) und 588 Dörfer auf. Er hat eine Fläche von 1174 km².
Im Süden und Osten des Distrikts erstreckt sich der Nyungwe-Wald, ein immergrüner Bergregenwald. Er wurde 2004 als Nationalpark ausgewiesen. Im Hochland des Nyunge-Waldes entspringt der Kalundura, der nach Nordwesten bis in den Kiwusee fließt. Im Park liegt zudem der 2950 m Berg Bigugu.

## Bevölkerung
Stand 2022 hatte der Distrikt 434.221 Einwohner. Der Bevölkerungstrend ist zunehmend.
|          |             | Fläche [km²] | 2002    | 2012    | 2022    |
| -------- | ----------- | ------------ | ------- | ------- | ------- |
| Distrikt | Nyamasheke  | 1.175        | 325.032 | 381.804 | 434.221 |
| Sektor   | Bushekeri   | 105,5        |         | 24.879  | 29.680  |
| Sektor   | Bushenge    | 31,85        |         | 21.860  | 22.624  |
| Sektor   | Cyato       | 155,1        |         | 23.866  | 26.996  |
| Sektor   | Gihombo     | 57,35        |         | 24.817  | 29.843  |
| Sektor   | Kagano      | 44,56        |         | 33.377  | 39.994  |
| Sektor   | Kanjongo    | 49,25        |         | 32.889  | 40.341  |
| Sektor   | Karambi     | 86,98        |         | 26.930  | 29.726  |
| Sektor   | Karengera   | 56,34        |         | 29.657  | 32.504  |
| Sektor   | Kirimbi     | 43,42        |         | 22.434  | 25.647  |
| Sektor   | Macuba      | 51,77        |         | 28.708  | 33.319  |
| Sektor   | Mahembe     | 50,67        |         | 16.799  | 20.043  |
| Sektor   | Nyabitekeri | 31,83        |         | 29.766  | 29.293  |
| Sektor   | Rangiro     | 88,04        |         | 14.720  | 17.967  |
| Sektor   | Ruharambuga | 61,49        |         | 24.649  | 28.180  |
| Sektor   | Shangi      | 34,69        |         | 26.453  | 28.064  |

## Verkehr
Durch den Distrikt Nyamasheke verläuft entlang des Kiwusees in Südwest-Nordost-Richtung die Nationalstraße 11. Von dieser zweigt die Nationalstraße 10 Richtung Südosten ab, die weiter durch den Nyungwe-Wald verläuft. Beide Nationalstraßen sind asphaltiert, Stand 2022 jedoch nicht die durch Nyamasheke verlaufenden District Roads.